# Pleintheater
Het PleinTheater in Amsterdam-Oost is een podium voor kleinschalig theater, dans, hedendaags klassieke muziek, jeugdtheater en buurtactiviteiten.

## Geschiedenis
Een groep Amsterdammers startte in 1982 een buurttheater op met een eetcafé, dit in een leegstaande bedrijfskantine van de voormalige Amstelbrouwerij.
Het doel was een samenwerking tussen verschillende culturele bevolkingsgroepen.
Door de jaren heen heeft dit theater zich doorontwikkeld tot een professioneel theater die verschillende podiumvormen programmeert. In het Pleintheater zijn veel jonge artiesten gestart met hun carrière. Het Pleintheater ligt in Oud-Oost vlak naast het Oosterpark. 
In 2015 werd Pleintheater omgedoopt tot Oostblok, maar kreeg in maart 2019 weer de originele naam terug. 
In 2020 maakte het Pleintheater een eigen productie genaamd Swart gat/Gouden eeuw  . De regie was in handen van Berith Danse in samenwerking met Tolin Erwin Alexander. 
In het Pleintheater staat het archief van Theatre Embassy.

## Nieuwe Noten Amsterdam
De concertreeks Nieuwe Noten Amsterdam startte in 2016 en kreeg vanaf juni 2019 als vaste standplaats het Plein Theater. In de reeks wordt maandelijks hedendaags gecomponeerde kamermuziek gepresenteerd. Curatoren zijn basklarinettist Fie Schouten en componist Aspasia Nasopoulou.